# Rodolphe Töpffer
Rodolphe Töpffer   (Ginebra, 31 de gener de 1799 - Ginebra, 8 de juny de 1846) va ser un pedagog suís, pintor i caricaturista. Degut als seus relats amb imatges, es considera un dels primers precursors del còmic.

## Biografia
Töpffer va néixer a Ginebra, a la casa familiar prop de la catedral de Saint-Pierre a Ginebra, el 12 pluviós de l'any 7 a les quatre de la tarda, corresponent al 31 de gener de 1799 i va morir el 1846. Fill del pintor i caricaturista Wolfgang-Adam Töpffer (1766-1874). Va rebre classes de Belles Arts.
El 1816, Adam Toepffer va seguir un ric admirador de les seves obres a Anglaterra i va confiar la responsabilitat de la família a Rodolphe. Va ser llavors quan va descobrir la seva malaltia ocular. Després va anar a París uns quants mesos a partir d'octubre de 1819 per seguir-hi un nou tractament, hi va continuar els seus estudis literaris i va freqüentar cercles artístics. També visita sovint la família Dubochet, el cosí de la qual Jacques-Julien serà el seu editor parisenc. L'agost de 1820, de tornada a Ginebra, sense poder seguir la mateixa carrera artística que el seu pare, va decidir dedicar-se a la literatura. Es va convertir en submestre de llatí, grec i literatura antiga a la pensió del pastor Heyer.
Es va casar el 6 de novembre de 1823 amb una amiga de la seva germana Ninette, Anne-Françoise Moulinié (1801-1857), de qui va tenir quatre fills: Adèle-Françoise (1827-1910), darrera descendent directa, qui llega tots els manuscrits del seu pare a la ciutat de Ginebra; Francesc (1830-1870); Jean-Charles (1832-1905) i Françoise-Esther (1839-1909).
El gran dot de la seva dona, sobrenomenada Kity, li va permetre obrir a Ginebra, a la casa de la plaça Maurice la promenade Saint-Antoine, un internat per a nens majoritàriament estrangers, al qual es va dedicar fins a la seva mort el 1846, tasca que va compatibilitzar amb l'escriptura i il·lustració del llibre Voyages en Zigzag, on reflectia les seves nombroses excursions per Suïssa.
L'any 1827 per tal de distreure els seus alumnes,Töpffer va concebre una història dibuixada amb diversos dibuixos consecutius, amb un text complementari al peu de cada il·lustració.
El 1832, el van nomenar professor a la càtedra de Retòrica de l'Acadèmia de Belles Arts, aquest mateix any va publicar les seves dues primeres novel·les, Bibliothèque de mon oncle, i Le Presbytère. No va tardar gaire a convertir-se en un literat famós, al mateix temps, com a persona sociable que era, va començar a mantenir correspondència amb els seus amics. És aquest fet que el portà a assabentar-se que la historieta il·lustrada que havia realitzat per als seus alumnes, havia arribat a mans de Johann Wolfgang von Goethe, autor de l'obra de teatre, Faust. El comentari del poeta alemany, va ser d'entusiasme i va declarar: "És realment divertit, espetega de talent i d'enginy! Si algun dia escull algun tema menys frívol i s'hi esforça una mica més, el resultat serà realment original!".
El 1833, Töpffer va publicar Histoire de M Jabot, que seria el primer àlbum del que ell va anomenar "històries amb estampes". Convençut del valor del seu treball, va escriure i dibuixar sis àlbums més protagonitzats per personatges extravagants immersos en històries de fantasia on destacava la imaginació i l'humor.
El 1845 va escriure un estudi sobre el procés de creació de les seves narracions gràfiques, Essai de Physiognomonie. Paral·lelament a la publicació de la seva obra gràfica, Rodolphe Töpffer va continuar escrivint novel·les i assajos entre els quals destaca Essais d'autographie (1842) i Historie d'Albert (1844). Per altra banda, va contribuir amb nombrosos articles a la Bibliothèque Universelle, al llarg dels anys 1842 i 1843, també es va dedicar a la política i al periodisme, com a col·laborador del diari Courrier de Genève.

## Obra

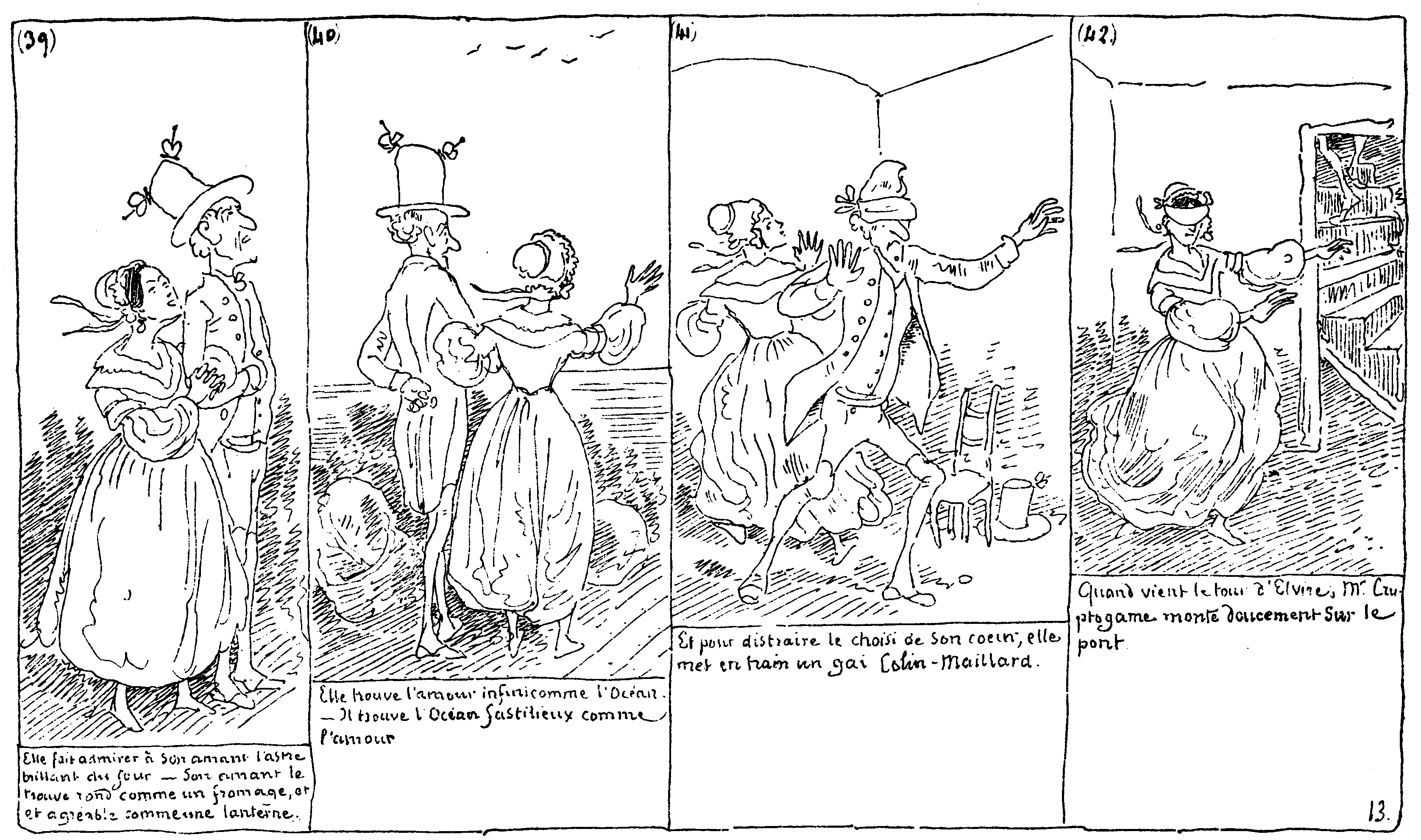
Toepffer, mostra de la seva obra

A finals del segle xviii, coincidint amb el principi de la revolució industrial, a la Gran Bretanya es desenvolupa el dibuix caricaturesc, la caricatura o exageració de les faccions d'un personatge és una novetat, en un moment en què les il·lustracions impreses a les estampes populars o els gravats, tenen un caire realista. Roland Töpffer, va tenir coneixement del dibuix caricaturesc editat a la Gran Bretanya, en estampes soltes, sèries de caricatures o inclús en àlbums de caricatures, presumiblement gràcies al seu pare, el pintor Wolfang Adam Töpffer, ja que aquest visitava amb assiduïtat la Gran Bretanya.
Malgrat que Töpffer es dedica a dibuixar només per afició, sí que era un dibuixant molt correcte, i que sens dubte aporta al còmic les seves principals característiques; utilitza vinyetes, per explicar una història de manera que cada vinyeta es relaciona amb la següent, formant en alguns casos seqüències, dibuixades amb diferents plans. A més d'això, Töpffer, sintetitza el dibuix perquè la lectura sigui més fluida, donant una especial rellevància a la manera d'explicar la història, és a dir a la narració visual. Una altra de les característiques del seu dibuix amb vinyetes, i que es va avançar al seu temps, va ser el retolat manual dels textos explicatius de cada vinyeta.
El mateix Töpffer, a la introducció de la seva primera història defineix el seu treball de la manera següent: "Es tracta d'un petit llibre de naturalesa mixta. Es compon d'una sèrie de dibuixos autografiats. Cada un d'aquests dibuixos està acompanyat d'una o dues línies de text. Els dibuixos sense el text no tindrien gaire significat i el text sense els dibuixos no voldria dir res." Les seves històries es basaven en personatges concrets, amb arguments de la vida quotidiana, fins a situacions del gènere de fantasia. Es desenvolupen amb un humor entre satíric i burleta.
Töpffer va publicar fins a set llibres d'històries amb estampes com ell mateix els anomenava. L'any 1827 va realitzar un petit àlbum titulat Els amors de M. Vieux-Bois, però no el va publicar fins a 1837. En 1829 publica Voyages et aventures du Docteur Festus i a aquest li seguiran en ràpida successió Histoire de M. Cryptogramme (1830), Mr Pencil (1831, editada en 1840) Histoire de M. Jabot (1831, editada en 1833), The Adventures of Obadiah Oldbuck (1837), M. Crépin (1837) i Histoire D'Albert (1844). Són àlbums de format horitzontal, dirigits a lectors adults, amb una tira de vinyetes per pàgina i una o dues línies de text al peu de cada vinyeta.
Els àlbums de Töpffer, van tenir molt èxit i van ser editats a diferents països entre el 1842 i el 1870; entre ells França, Alemanya i els Estats Units, on concretament l'any 1842 es publica The adventures of Mr Obadiah Oldbuck, es va inserir com a suplement al diari novaiorquès, Brother Jonathan, aquest fet, fa pensar que la influència de Töpffer va arribar als dibuixants nord-americans i a partir d'aquí es crearia l'embrió del que més endavant seria la indústria del còmic a partir de finals del segle xix.
L'assaig
Essai de Physiognomonie (1845) aquest era el títol d'un assaig on Rodolphe Töpffer no solament es limitava a escriure i dibuixar les seves històries en estampes, sinó també a reflexionar sobre aquest nou mitjà gràfic i narratiu. Töpffer va definir el seu treball amb imatges amb les paraules següents: Podem escriure històries en rengles, línies o paraules: és la literatura pròpiament dita. Podem escriure històries, amb successions d'escenes, representades gràficament: és la literatura amb estampes. Töpffer, s'avança amb molt a posteriors estudis de semiòtica seminal i dona a la simplificació del dibuix una gran importància, Töpffer, estava convençut que la claredat gràfica estava per sobre de la reproducció formal d'éssers i objectes: El traç gràfic no és tant un procés immers a les exigències de l'expressió, com a les de la claredat, cal donar-li a l'objecte les seves característiques essencials.
Aquest llibre el va il·lustrar el mateix autor i inclou exemples gràfics que clarifiquen el seu punt de vista, en aquest llibre estableix una part de les bases del còmic, fent èmfasi en el tractament gràfic de les expressions, el dibuix poc carregat i la importància del personatge en el relat. La transcripció d'un dels paràgrafs del llibre és el següent: Fer literatura en estampes no vol dir constituir-se amb l'obrer d'una idea per sortir del pas... No és posar al servei d'una fantasia exclusivament grotesca un llapis de naturalesa bufa. Tampoc es tracta de desenvolupar un proverbi o fer jocs de paraules: és inventar un drama real en el qual tots els elements coordinats amb el dibuix, donin un conjunt; és bo o dolent, pesat o lleuger, boix o seriós, haver fet un llibre i no només traçar una bella paraula o bé ordenar un refrany en estrofes.

## Galeria d'imatges
- Estatua de Rodolphe Töpffer
- Album, Histoire de M. Jabot.
- Pàgina de títol d'Essais d'autographie
- Monsieur Jabot.
- Pàgina 13 d'Essai de physiognomonie
- Voyage de 1840
- Historie d'Albert, p 24

Selecció de Wikicommons